# 切爾內什蒂鄉
47°19′N 23°27′E / 47.31°N 23.45°E
切爾內什蒂鄉（羅馬尼亞語：Comuna Cernești, Maramureș），是羅馬尼亞的鄉份，位於該國西北部，由馬拉穆列什縣負責管轄，面積96平方公里，海拔高度459米，2007年人口3,716，人口密度每平方公里39人。